# Nueve-Hierba

Señora 9 Hierba como aparece en la lámina 21 del códice Nuttall

Nueve Hierba (mixteco: Q Cuañe) es el nombre calendárico de un personaje que aparece en los códices del Grupo mixteco, procedentes de la Región Mixteca, en el sur del actual territorio de México. En estas pictografías, Nueve Hierba aparece asociada al templo de Chalcatongo, dedicado a la divinidad mixteca de la muerte. El papel de Nueve Hierba no es claro, algunos autores consideran que este personaje fue la divinidad misma de los muertos, aunque no son pocos los que opinan que Nueve Hierba fue el nombre de una poderosa sacerdotisa del templo. Como quiera que sea, Nueve Hierba jugó un papel importante en la biografía de Ocho Venado-Garra de Jaguar, tal como la narra el Códice Tonindeye (o Nuttall), puesto que es ella quien otorga a Ocho Venado los emblemas sagrados que le dan la investidura como señor de Tututepec.